# Schwarzenbach (rivière)
Pour les articles homonymes, voir Schwarzenbach.
La Schwarzenbach est une rivière autrichienne d'une longueur de 35 km, qui coule dans les Länder de Basse-Autriche et du Burgenland. Elle est un affluent de la Rabnitz et donc un sous-affluent du Danube.

## Crédit de traduction
- (de) Cet article est partiellement ou en totalité issu de l’article de Wikipédia en allemand intitulé « Schwarzenbach (Rabnitz) » (voir la liste des auteurs).